# سيريل مينيغوين
سيريل مينيغوين (ولد في 26 آذار / مارس 1975) هو المخرج فرنسي و كاتب السيناريو. فيلمه لويز فيمر حصل على جائزة سيزر لأفضل أول فيلم في عام 2013.

## روابط خارجية
- سيريل مينيغوين على موقع IMDb (الإنجليزية)
- سيريل مينيغوين على موقع ألو سيني (الفرنسية)
- سيريل مينيغوين على موقع أول موفي (الإنجليزية)
- سيريل مينيغوين على موقع قاعدة بيانات الفيلم (الإنجليزية)
- سيريل مينيغوين على موقع كينوبويسك (الروسية)